# 18. slovenska narodnoosvobodilna udarna brigada »Bazoviška«
Za druge 18. brigade glejte 18. brigada.
18. slovenska narodnoosvobodilna udarna brigada »Bazoviška« je bila brigada v sestavi Narodnoosvobodilne vojske in partizanskih odredov Jugoslavije in ki je delovala med drugo svetovno vojno na področju Kraljevine Jugoslavije. Bila je del 30. divizije.
Po pohodu po Benečiji (začetek leta 1944) se je brigada preuredila in postala internacionalna:1. bataljon so sestavljali Slovenci, 2. bataljon borci iz Sovjetske zveze, ki so pribežali iz taborišč in 3. bataljon Slovenci z drugimi Jugoslovanskimi narodi. Marca 1944 se je 2. bataljon preimenoval v "Ruski bataljon".

## Organizacija
- štab
- 5x bataljon